# グリーンブライアー・リゾート

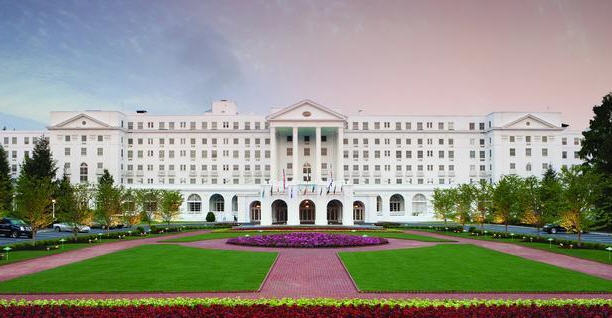
グリーンブライアー・リゾートの主要ホテル

グリーンブライアー・リゾート（英語: Greenbrier Resort）は通常ザ・グリーンブライアー（The Greenbrier）と呼ばれ、アメリカ合衆国ウェストバージニア州グリーンブライアー郡のアレゲーニー山脈にある高級リゾートである。

## 概要
グリーンブライアー・リゾートは、米国ウェストバージニア州グリーンブライアー郡のホワイト・サルファー・スプリングス（White Sulphur Springs）近くのアレゲーニー山脈にある高級リゾートである。英語で「グリーンブライアー」（Greenbrier）とは多年生植物であるシオデ属の一般名である。
1778年以来、訪問者はこの地域の「鉱泉水を飲む」ために州のこの地域を訪れた。現在、グリーンブライアーは11,000エーカー（4,500ヘクタール）の土地にあり、710の客室、20のレストランとラウンジ、55を超える屋内外の活動とスポーツ用施設、36の小売店がある。
現在のグリーンブライアーは1913年にチェサピーク・アンド・オハイオ鉄道によって建設され、その歴史は長らくその会社とその後継者であるチェシー・システムとCSXコーポレーションによって所有されていた。何年にもわたる大きな損失の後、CSXは2009年に破産保護の申請をした。地元の起業家で後にウェストバージニア州知事となるジム・ジャスティス（Jim Justice）が所有する会社である「ジャスティス・ファミリー・グループLLC」がその後、不動産を購入し、すべての債務を保証し、破産保護を帳消しにした。ジャスティスは、ホテルを5つ星リゾートとしての以前の状態に戻し、ゲストが利益を増やしてくれるように「上品な」ギャンブルを導入することを約束した。グリーンブライアー会社は現在、ジャスティス会社の子会社として運営されている。
大統領時代にグリーンブライアーに滞在した最後の米国大統領は、ドワイト・D・アイゼンハワーであった。合計26人の大統領が、在任中であるなしに関わらず、そこのホテルに滞在している。
グリーンブライアーはまた、冷戦中にアメリカ合衆国連邦議会の緊急避難所として機能することを目的として、1,100も収容できる巨大な地下バンカー（核シェルター）の場所でもあった。このバンカーは「ギリシャ島プロジェクト」というコードネームで、1992年に「ワシントン・ポスト」紙が報道するまで知られてなかった。
現在は、一般公開されている。